# جابر حقوی
جابر حقوی (انگلیسی: Jaber Hagawi؛ زادهٔ ۱۳ اوت ۱۹۸۱) یک ورزشکار اهل عربستان سعودی است.
از باشگاه‌هایی که در آن بازی کرده‌است می‌توان به باشگاه فوتبال القادسیه عربستان سعودی، باشگاه فوتبال الفتح عربستان سعودی، باشگاه فوتبال الشعله عربستان سعودی، و تیم ملی فوتبال عربستان سعودی اشاره کرد.
وی همچنین در تیم ملی فوتبال عربستان سعودی بازی کرده است.